# OSO-7
OSO-7  (также: Orbiting Solar Observatory 7, OSO H, орбитальная Солнечная обсерватория 7) — седьмой аппарат в серии американских спутников изучения Солнца OSO.

## История
Проект спутников Orbiting Solar Observatory возник в 1962 году и состоял из 8 аппаратов. Главным производителем ОSO-7 была организация Ball Aerospace & Technologies. Во время сборки аппарат назывался OSO H. Аппарат был запущен 9 июля 1974 года с помощью ракеты-носителя Дельта-N с мыса Канаверал.
Во время старта из-за падения давления наддува второй ступени аппарат не смог выйти на предполагаемую круговою орбиту и не был сориентирован относительно Солнца. Аппарат мог быть потерян из-за того, что солнечные батареи были не направлены на Солнце. Космический корабль был запущен с полностью заряженными батареями, что дало инженерам примерно 12 часов для перенастройки аппарата и восстановления ориентации, прежде чем космический корабль отключился; за два часа до отключения это сделать удалось.
Итоговая орбита аппарата получилась не круговой, а немного вытянутой, апогей орбиты был в районе радиационных поясов Ван Аллена. Из-за этого аппарат несколько раз в сутки пролетал зону с повышенным радиационным фоном, что искажало наблюдения, и приходилось проводить дополнительную обработку научных данных.
В мае 1973 году отказали все записывающие устройства. Данные передавались на Землю в реальном времени и принимались, когда спутник был в прямой видимости с приёмной станцией.
9 июля 1974 года закончил работу, зайдя в атмосферу Земли.
Запасные неиспользуемые части аппарата впоследствии были проданы ВВС США, скомпонованы и переработаны в космический аппарат P78-1 (также известный как Solwind). Он был запущен в 1979 году и был сбит в 1985 году. В процессе работы аппарат выполнял ту же миссию по изучению Солнца.

## Цели
Основная цель всей миссии — наблюдение Солнца в течение 11-летнего периода Солнечной активности.
Для конкретного аппарата целью ставилось наблюдение короны Солнца и процессов в активной области Солнца, получение ультрафиолетового, рентгеновского и гамма обзора Солнца и всего неба.

## Конструкция
Базовая конструкция всех спутников OSO была схожей, но OSO-7 имел множество отличий. Его масса была больше (масса составляла 635 кг, а у OSO-1 всего 208 кг).
Как и все остальные аппараты OSO-7 состоял из двух частей: «Парус» и «Колесо».
«Парус» представлял собой стабилизированную платформу направленную на Солнце с солнечными батареями и приборами изучения Солнца.
«Колесо» это вращающаяся часть аппарата, которая использовалась для обеспечения гироскопической устойчивости и движения спутника по орбите. Также зачастую на «Колесо» устанавливались приборы сканирования неба.
OSO-7 в отличие от остальных имел более крупную солнечную батарею и более глубокое «Колесо».
На «Парусе» было установлено два прибора:
- Рентгеновский спектрограф, который получал изображения Солнца в ультрафиолетовом и мягком рентгеновском спектре в диапазоне 2 до 400 Å и определить температуру и распределение вещества в короне над активными областями Солнца и во время солнечных вспышек[6][7].
- Коронограф, прибор использующий диск, чтобы создать искусственное затмение Солнца и наблюдать корону.

На «Колесо» было установлено четыре эксперимента:
- Эксперимент по изучению жесткого рентгеновского излучения, который охватывал диапазон энергий 2–300 кэВ. Для этого использовался сцинтилляционный детектор на кристалле NaI (Tl), три небольших детектора заряженных частиц и пропорциональный счётчик
- Эксперимент по наблюдению гамма-излучения солнечных вспышек с энергией 0,3–10 МэВ и в особенности с энергиями 0,51 МэВ, 2,22 МэВ, 4,43 МэВ и 6,14 МэВ, которые указывают на образование позитронов, нейтронов и возбужденных ядер в солнечной атмосфере. Аппаратура состояла из гамма-лучевого сцинтилляционного спектрографа высокого разрешения на кристалле NaI (Tl)[8].
- Эксперимент MIT по изучению космического рентгеновского излучения в диапазоне от 1,5 до 9 Å с использованием двух пропорциональных счётчиков, оснащённых сотовыми коллиматорами
- Эксперимент UCSD по изучению космического рентгеновского излучения в диапазоне от ~ 7 кэВ до ~ 500 кэВ. Рентгеновский детектор представлял собой сцинтилляционный кристалл NaI (Tl) диаметром 10 см и толщиной 1 см, наблюдаемый с помощью фотоумножителя (ФЭУ). Детектор был окружён толстым сцинтилляционным кристаллическим экраном CsI (Na) с 10 отверстиями, проделанными через него вдоль оптической оси, чтобы определить поле обзора детектора. Этот инструмент имел поле зрения около 6°, был установлен на ободе «Колеса» перпендикулярно оси вращения. При этом он совершал большой круг по небу каждые 2 секунды и за 6 месяцев делал полный обзор неба[9].

## Результаты
Среди заметных научных результатов OSO 7 были:
- Полный обзор всего неба в рентгеновском диапазоне космическими инструментами MIT и UCSD[11].
- Первое наблюдение излучения Солнца 511 кэВ, которое возникает из-за аннигиляции электронов / позитронов от солнечной вспышки в начале августа 1972 года[12]. В это время активно развивалась лунная программа США. Если бы человек отправлялся на Луну в это время, он мог бы получить потенциально смертельную дозу радиации[13].
- первое четкое наблюдение коронального выброса массы и его активное исследование[14].
- Наблюдения спектров жесткого рентгеновского излучения активных ядер галактики NGC 4151[15], NGC 1275[16], NGC 6440[17], Центавр А[18] и других
- Получено расположение и спектральные характеристики космического гамма-всплеска 14 мая 1972 года[19].
- Собранные данные позволили идентифицировать объект Паруса X-1 как массивную рентгеновскую двойную систему[20][21].
- Проведены рентгеновские наблюдения сверхновых в IC 443[22], NGC 5253[23], и новой 3U 1543-47[24].
- Получены новые данные о структуре магнитного поля Земли и его радиационных поясов[14][25].